# Marija Pejčinović Burić
Marija Pejčinović Burić (Mostar, 9 de abril de 1963) es una política croata, miembro de la Unión Democrática Croata. Entre 2017 y 2019 se desempeñó como ministra de Asuntos Exteriores y Europeos de Croacia y desde septiembre de 2019 ejerce como secretaria general del Consejo de Europa.

## Biografía

### Primeros años, educación y carrera temprana
Nacida en Mostar (actual Bosnia y Herzegovina) en 1963, se graduó en ciencias económicas en la Universidad de Zagreb en 1985.
Después de graduarse, trabajó como experta comercial asociada para Končar Inženjering en Zagreb entre 1988 y 1991. En 1991 fue nombrada Secretaria General de la Casa de Europa en Zagreb y vicesecretaria general del Movimiento Europeo de Croacia. En 1994 obtuvo una maestría en estudios europeos del Colegio de Europa. En 1997 fue nombrada directora de comunicaciones corporativas de la compañía farmacéutica Pliva con sede en Zagreb.

### Carrera pública
En 2000 fue nombrada asistente del Ministerio de Integración Europea. Al año siguiente fue incluida en el equipo de negociación del acuerdo de estabilización y asociación Unión Europea-Croacia. A partir de 2003 trabajó como profesora de integración europea en los seminarios de la Academia Diplomática de Croacia.
En 2004, fue nombrada Secretaria de Estado del Ministerio de Integración Europea y al año siguiente Secretaria de Estado de Integración Europea del Ministerio de Asuntos Exteriores e Integración Europea, ambos bajo el liderazgo del ministro Miomir Žužul en el gobierno del Primer Ministro Ivo Sanader.
Se desempeñó como coordinadora nacional de Programas de Instrumento para Políticas Estructurales de Preadhesión (ISPA) (2004-2006), coordinadora nacional de Programas de Asistencia y Cooperación con la Unión Europea, y como miembro del grupo de trabajo sobre la libre circulación de capitales en las negociaciones de adhesión de Croacia a la Unión Europea (2005-2006). Desde 2006, fue miembro del equipo de negociaciones de la adhesión de Croacia a la Unión Europea, y negociadora de los capítulos sobre Relaciones Exteriores, Política Exterior, Seguridad y Defensa, Instituciones y otros asuntos, así como presidenta de la delegación de Croacia en el Comité de Estabilización y Asociación Unión Europea-Croacia.
En 2008, fue elegida al Parlamento de Croacia por el partido de la Unión Democrática Croata (HDZ). Ocupó un escaño hasta las elecciones de 2011. Durante su tiempo en el parlamento, fue miembro de la Comisión de Integración Europea y la Comisión de Asuntos Exteriores, de la delegación croata a la Asamblea Parlamentaria del Consejo de Europa y presidió el Grupo de Amistad Parlamentaria Croata - Estados Unidos.
Entre 2013 y 2016 trabajó como consultora privada en proyectos financiados por la Unión Europea, el Programa de las Naciones Unidas para el Desarrollo (PNUD) y de forma bilateral en los países candidatos a la Unión.
El 17 de noviembre de 2016, volvió a ser designada Secretaria de Estado en el Ministerio de Asuntos Exteriores y Europeos, bajo el liderazgo del ministro Davor Ivo Stier.
En junio de 2017, fue designada por el primer ministro Andrej Plenković como ministra de Asuntos Exteriores y Europeos de Croacia, en reemplazo de Davor Ivo Stier tras su renuncia. En este cargo, se desempeñó como presidenta del Comité de Ministros del Consejo de Europa por un período de seis meses en 2018. Desde 2017 hasta 2019, también copresidió las reuniones de ministros de comercio del Partido Popular Europeo (PPE) junto a Jyrki Katainen, vicepresidente de la Comisión Europea.

### Consejo de Europa
En enero de 2019, anunció su candidatura para suceder a Thorbjørn Jagland como Secretaria General del Consejo de Europa.
El 26 de junio de 2019, la Asamblea Parlamentaria del Consejo de Europa votó para seleccionar al decimocuarto secretario general de la organización, siendo los candidatos Pejčinović Burić y su homólogo belga Didier Reynders. Pejčinović Burić fue elegida por 159 votos contra los 105 que recibió Reynders.